# Mausoleum of al-Nasir Muhammad
Mausoleum of al-Nasir Muhammad (arabiska: مسجد, مدرسة وقبة الناصر محمد, franska: Masǧid, madrasaẗ wa-qubbaẗ al-Nāṣir Muḥammad ibn Qalāwūn, engelska: Masjid, madrasah wa-qubbah al-Nāṣir Muḥammad ibn Qalāwūn, franska: Gama Malek el-Nasr ben Kalâoun, Mosquée Mohammed El Naçer, Mosquée et tombeau du sultan el-Nâsser Mohamed, Collège el-Nâsserieh, Mosquée du sultan an-Nâssir Mohammad ibn Qalaoûn, Madrasa Mouhammad ibn Kalaoun, engelska: Mosque and mausoleum of an-Nāṣir Muḥammad, Complex of al-Nasir Muhammad, Madrasat wa-Qubbat al-Nasir Muhammad ibn Qalawun) är ett monument i Egypten.   Det ligger i guvernementet Kairo, i den norra delen av landet, i huvudstaden Kairo. Mausoleum of al-Nasir Muhammad ligger 23 meter över havet.
Terrängen runt Mausoleum of al-Nasir Muhammad är platt. Runt Mausoleum of al-Nasir Muhammad är det tätbefolkat, med 383 invånare per kvadratkilometer. Närmaste större samhälle är Kairo, 1,8 km nordväst om Mausoleum of al-Nasir Muhammad. Trakten runt Mausoleum of al-Nasir Muhammad är ofruktbar med lite eller ingen växtlighet.